# Estación de Silla
Silla es una estación ferroviaria situada en el municipio español homónimo, en la provincia de Valencia, Comunidad Valenciana. Forma parte de las líneas C-1 y C-2 de cercanías Valencia operadas por Renfe y dispone también de diversos servicios de Media Distancia.
La estación, inaugurada a mediados del siglo XIX, tiene cierta importancia dentro de la red ferroviaria española puesto que constituye un nudo ferroviario de importancia menor, en el que se bifurcan varias líneas férreas. El recinto de Silla cuenta con servicios de pasajeros con destino a Valencia, Alcoy, Gandía o Alcázar de San Juan. El complejo ferroviario también cuenta con una estación de clasificación situada en un anexo y denominada Silla-Mercancías, que dispone de una amplia playa de vías destinada a labores de clasificación y diversas instalaciones para la gestión de mercancías.

## Situación ferroviaria
Es una estación de bifurcación que se encuentra en los trazados de las siguientes líneas férreas:
- Línea férrea de ancho ibérico Madrid-Valencia, punto kilométrico 100,6.[1]
- Línea férrea de ancho ibérico Silla-Gandía, punto kilométrico 0,0.[1]
- Línea férrea de ancho ibérico Silla-Ford, punto kilométrico 0,0.[1]

## Historia
La estación fue inaugurada el 24 de octubre de 1852 con la apertura del tramo Silla-Valencia de la línea que pretendía unir Valencia con Játiva. Las obras corrieron a cargo de la Compañía del Ferrocarril de Játiva a El Grao de Valencia. Esta empresa cambiaría varias veces de nombre: de «Compañía del Ferrocarril de El Grao de Valencia a Almansa» pasó luego a «Sociedad de los Ferrocarriles de Almansa a Játiva y a El Grao de Valencia», hasta que en 1862 adoptó el que ya sería su nombre definitivo y por ende el más conocido, el de la Sociedad de los Ferrocarriles de Almansa a Valencia y Tarragona, tras lograr la concesión de la línea que iba de Valencia a Tarragona. En 1889 las instalaciones pasaron a la titularidad de la compañía «Norte».
Junto a este trazado Silla también dispuso de una línea de ancho métrico que la unía con Cullera y que fue inaugurada en 1878. Dicha línea fue adquirida por Norte y reconstruida en ancho ibérico en 1935. En 1941, con la nacionalización de la red ferroviaria de ancho ibérico, las instalaciones pasaron a ser gestionadas por la empresa estatal RENFE. A raíz de la construcción de la factoría Ford en Almusafes, a mediados de la década de 1970, se construyó un ramal que enlazaba la estación de Silla con la planta industrial y permitía dar salida por ferrocarril a la producción de automóviles.  
Desde enero de 2005 el ente Adif es el titular de las instalaciones ferroviarias mientras que Renfe Operadora explota la línea. 

## La estación
Está situada en el paseo de la Albereda junto a la plaza de Mercado Nuevo. El edificio para viajeros es una estructura de base rectangular y dos alturas construida con ladrillo visto. Cuenta con cinco vanos en cada una de sus plantas. Dispone de tres andenes cubiertos, uno lateral y dos centrales a los que acceden las vías 1, 2, 3, 4 y 5. Los cambios de uno a otro se realizan gracias a un paso subterráneo. En el exterior existe un aparcamiento habilitado.
Por su parte la estación de clasificación de Silla-Mercancías posee diecinueve vías numeradas de la 5 a la 23 y una vía mango (Es una vía muerta usada para apartar máquinas o vagones durante las maniobras). Alcanzan una longitud que va desde los 140 metros (vía 14) hasta los 705 metros (vía 5 cuyo uso es compartido con la estación de viajeros). La estructura cuenta con muelles, naves, básculas, almacenes, oficinas y zonas de carga y descarga.

## Servicios ferroviarios

### Cercanías
El grueso del tráfico ferroviario de la estación procede de los trenes de cercanías de las líneas C-1 y C-2.
| procedencia/destino | < estación | Línea | estación >         | destino/procedencia             |
| ------------------- | ---------- | ----- | ------------------ | ------------------------------- |
| Valencia-Norte      | Albal      |       | El Romaní          | Gandía / Playa y Grao de Gandía |
| Valencia-Norte      | Albal      |       | Benifayó-Almusafes | Mogente                         |

### Media Distancia
Algunas de las relaciones que unen Valencia con Alcoy se detienen en Silla.
| Línea MD | Trenes          | Origen         |  | Destino                                 |
| -------- | --------------- | -------------- |  | --------------------------------------- |
|          | Regional-Exprés | Valencia-Norte |  | Albacete-Los Llanos Alcázar de San Juan |
| 47       | Regional        | Alcoy          |  | Valencia-Norte                          |
|          | MD              | Valencia-Norte |  | Albacete-Los Llanos                     |